# Prescottia cordifolia
Prescottia cordifolia är en orkidéart som beskrevs av Heinrich Gustav Reichenbach. Prescottia cordifolia ingår i släktet Prescottia och familjen orkidéer. Inga underarter finns listade i Catalogue of Life.